# Harry Golombek
Harry Golombek (ur. 1 marca 1911 w Londynie, zm. 7 stycznia 1995 w Londynie) – angielski szachista, sędzia szachowy, dziennikarz oraz autor książek o tematyce szachowej, arcymistrz od 1985 roku.

## Życiorys
Już w latach 30. XX wieku należał do czołówki angielskich szachistów. W tym okresie trzykrotnie (1935, 1937, 1939) wystąpił na szachowych olimpiadach. Najlepsze wyniki w swojej karierze osiągnął w latach 40. i 50. Pomiędzy 1952 a 1962 sześciokrotnie (w tym 2 razy na I szachownicy) reprezentował barwy Anglii na turniejach olimpijskich (łączny bilans: 9 olimpiad, 115 partii, 55 punktów). Trzykrotnie (1947, 1949, 1955) zdobył złote medale indywidualnych mistrzostw Wielkiej Brytanii. Był pierwszym brytyjskim szachistą, który wystąpił w turnieju międzystrefowym (Sztokholm 1952, XX m.).
W 1946 r. wystąpił w radiowym meczu Anglii ze Związkiem Radzieckim, dwukrotnie remisując z Izaakiem Bolesławskim. Wielokrotnie startował w turniejach międzynarodowych, sukcesy odnosząc m.in. w Southsea (1950, dz. III m. za Ksawerym Tartakowerem i Arthurem Bisguierem, wspólnie m.in. z Jonathanem Penrose i Lotharem Schmidem), Bad Pyrmont (1951, turniej strefowy, V m. za Svetozarem Gligoriciem, Wolfgangiem Unzickerem, Lodewijkiem Prinsem i Aleksandarem Matannoviciem), Hastings (1952/53, dz. I m. wspólnie z Antonio Medina Garcíą, Jonathanem Penrose i Danielem Yanofskim) oraz w Dublinie (1956, dz. II m. za Albericem O’Kellym de Galwayem, wspólnie z Janem Heinem Donnerem). Według systemu Chessmetrics, najwyższy ranking osiągnął w grudniu 1951 r., posiadał wówczas 2543 punkty i zajmował 103. miejsce na świecie.
Na przełomie sierpnia i września 1939 r. startował w rozgrywanej w Buenos Aires 8. olimpiadzie szachowej. Po wybuchu II wojny światowej reprezentacja Anglii nie przystąpiła do rozgrywek finałowych, a jej zawodnicy powrócili na Wyspy Brytyjskie. Golombek został wcielony do Bletchley Park (siedziby brytyjskich kryptologów), gdzie pracował w sekcji Hut 8, zajmującej się rozszyfrowaniem Enigmy. Po zakończeniu wojny (w latach 1945–1985) był szachowym korespondentem dziennika „The Times”. Pracował również w strukturach Międzynarodowej Federacji Szachowej, notując znaczące osiągnięcia jako szachowy arbiter (sędziował m.in. turniej pretendentów w 1959 r. oraz mecz o mistrzostwo świata pomiędzy Michaiłem Botwinnikiem i Tigranem Petrosjanem w 1963 r.).
W 1950 r. Międzynarodowa Federacja Szachowa nadała mu tytuł mistrza międzynarodowego, natomiast w 1985 – honorowego arcymistrza, przyznawany za osiągnięcia uzyskane w przeszłości. W 1966 r. uhonorowany został Orderem Imperium Brytyjskiego, zostając pierwszym kawalerem tego orderu, który otrzymał go za działalność szachową.

## Publikacje
- The Game of Chess, Penguin, 1954.
- Golombek’s Encyclopedia of Chess, Batsford/Crown, 1977, ISBN 0-517-53146-1.